# Quatro Homens Juntos
Quatro Homens Juntos é uma telenovela brasileira produzida e exibida pela RecordTV entre 15 de fevereiro de 1965 e 2 de julho de 1965, às 19h, substituindo Prisioneiro de um Sonho e sendo substituída por Ceará contra 007. Foi escrita por Marcos César e Péricles do Amaral e dirigida por Armando Couto. Considerada a primeira novela de comédia da televisão brasileira, surgiu uma proposta ousada dos autores para fazer frente às obras dramáticas produzidas por todas emissoras até então. Sucesso de público, foi a primeira novela da Record a chegar a 100 capítulos.
Conta com Ronald Golias, José Vasconcellos, Chocolate, Monsueto Menezes, Adoniran Barbosa, Zilda Cardoso, Anilza Leoni e Jacyra Silva nos papéis principais.

## Enredo
Narra as desventuras de quatro amigos – Carne de Pescoço, Roleta Russa, Sherlock e Zé Cadeado – que entram para o exército, mesmo sem ter aptidão alguma para tal e suas trapalhadas para conseguirem se destacar. Enquanto isso, o campo das mulheres, liderado por Dedé, Marlene e Risoleta, segue de vento em poupa.

## Elenco
| Ator/Atriz        | Personagem                      |
| ----------------- | ------------------------------- |
| Ronald Golias     | Tony Frank (Carne de Pescoço)   |
| José Vasconcellos | Sérgio Valentino (Roleta Russa) |
| Chocolate         | Sherlock Silva                  |
| Monsueto Menezes  | Zé Cadeado                      |
| Adoniran Barbosa  | Galinha Morta                   |
| Zilda Cardoso     | Dedé                            |
| Anilza Leoni      | Marlene                         |
| Jacyra Silva      | Risoleta                        |
| Simplício         | Diretor Gomes                   |
| Armando Couto     | Dagoberto                       |
| Borges de Barros  | Solingem                        |
| Viana Júnior      | Pavani                          |
| Gledi Marisa      | Júlia                           |
| Valery Martins    | Mariana                         |
| Sônia Muller      | Verinha                         |
| Laurindo          | Soldado                         |
| Ary Lopes         | Soldado                         |
| Daniel Guimarães  | Soldado                         |